# Stockholms skoldirektion
Stockholms skoldirektion var en kommunal nämnd med uppgift att handha Stockholms folkskoleväsen och fortsättningsskoleväsen. Stockholms skoldirektion bildades den 1 juli 1958 genom att Stockholms folkskoledirektion omorganiserades.
1958 bytte Stockholms folkskoledirektion namn till Stockholms skoldirektion. Folkskoledirektionen ersattes av Stockholms skoldirektion den 1 juli 1959 och samtidigt avskaffades skolråden. 1982 bytte Stockholms skoldirektion namn till Stockholms skolstyrelse. Under Stockholms skolstyrelse lydde skolförvaltningen, grundskolor, gymnasieskolor, vuxengymnasier och från och med åren 1991-1994 skolbarnomsorg, sexårsverksamhet, särskola, svenskundervisning för invandrare (SFI-skolan) med mera. Skolstyrelsen upphörde 1 januari 1995 och dess uppgifter övertogs av två nybildade myndigheter, grundskolestyrelsen och Arbetsmarknads- och utbildningsnämnden.
Stockholms skoldirektion blev förutom styrelse över folkskolorna även styrelse för flickskolor, praktiska realskolor och statsläroverk. Under 1960-talet överfördes yrkesskolor och kvällsgymnasier till Skoldirektionen. 1982 beslöt kommunfullmäktige att Stockholms skoldirektion skulle ersättas av Stockholms skolstyrelse. I Stockholms stadsarkiv finns Skoldirektionens omfångsrika arkiv (cirka 500 meter). Här finns information om alla skolor som lydde under direktionen samt också en del uppgifter om privatskolor.